# Luís Keil

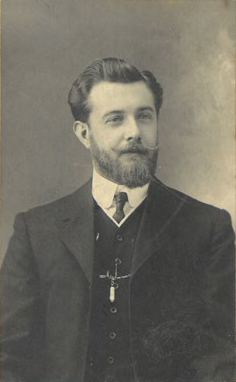
Luís Keil, c. 1910-5

Luís Cristiano Cinatti Keil (1881–1947) foi um importante conservador de arte português, colaborador de José de Figueiredo na organização do Museu Nacional de Arte Antiga, e autor de numerosa obra de investigação e crítica de arte.
Luís Keil era o terceiro filho do compositor, pintor, poeta e coleccionador Alfredo Keil e de Cleyde Maria Margarida Cinnatti.